# Bom Jesus (Coronel Fabriciano)
Bom Jesus é um bairro do município brasileiro de Coronel Fabriciano, no interior do estado de Minas Gerais. Localiza-se no distrito-sede, estando situado no Setor 4. Segundo o censo demográfico de 2022, realizado pelo Instituto Brasileiro de Geografia e Estatística (IBGE), sua população era de 1 821 habitantes e havia 706 domicílios particulares permanentes ocupados.
De acordo com o IBGE, em 2010 a população era de 1 881 habitantes e havia 686 domicílios particulares.

## História e contexto
A área onde o bairro está situado pertencia à Arquidiocese de Mariana, que loteou e vendeu suas terras na década de 1950, e seu nome é uma referência ao Senhor Bom Jesus. O abastecimento de água era originado de um poço artesiano, local onde também ocorriam reuniões dos Vicentinos, originando assim a comunidade católica local. No pátio da Escola Estadual Zacarias Roque (mais tarde transferida para o bairro JK) passaram a ser realizadas as missas semanais e a catequese em 1964. No entanto, Fábio Pinheiro doou o terreno do antigo poço para a construção da Igreja do Senhor Bom Jesus, que foi restaurada pelo padre Élio Ataíde em 1999.
O bairro é cortado pela Avenida Presidente Tancredo de Almeida Neves, trecho da BR-381 que foi municipalizado no começo de 2010, após a extensão sob concessão federal ser transferida para fora do perímetro urbano, no interior do município de Timóteo.
Dentre os principais marcos estão os almoxarifados da prefeitura; o Centro Administrativo Mariano Pires Pontes, antigo prédio da "Fundação", onde funcionam alguns serviços de secretarias da administração municipal; a Igreja do Senhor Bom Jesus, subordinada à Paróquia São Sebastião; o Hotel Metropolitano, um dos principais da cidade; e a Praça das Mães, espaço multiuso de 2 100 m² inaugurado em 24 de junho de 2020.

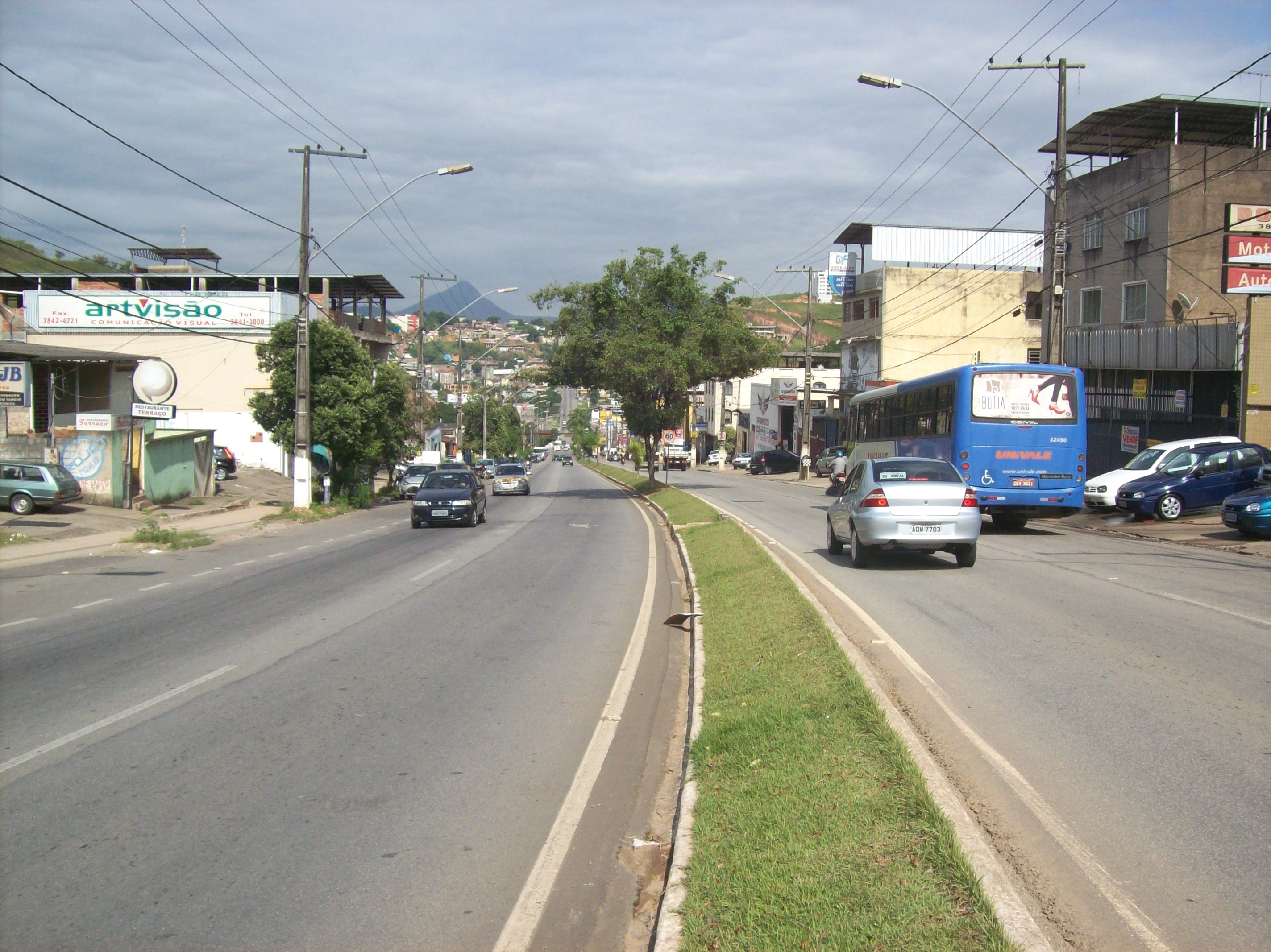
Avenida Tancredo Neves no bairro Bom Jesus
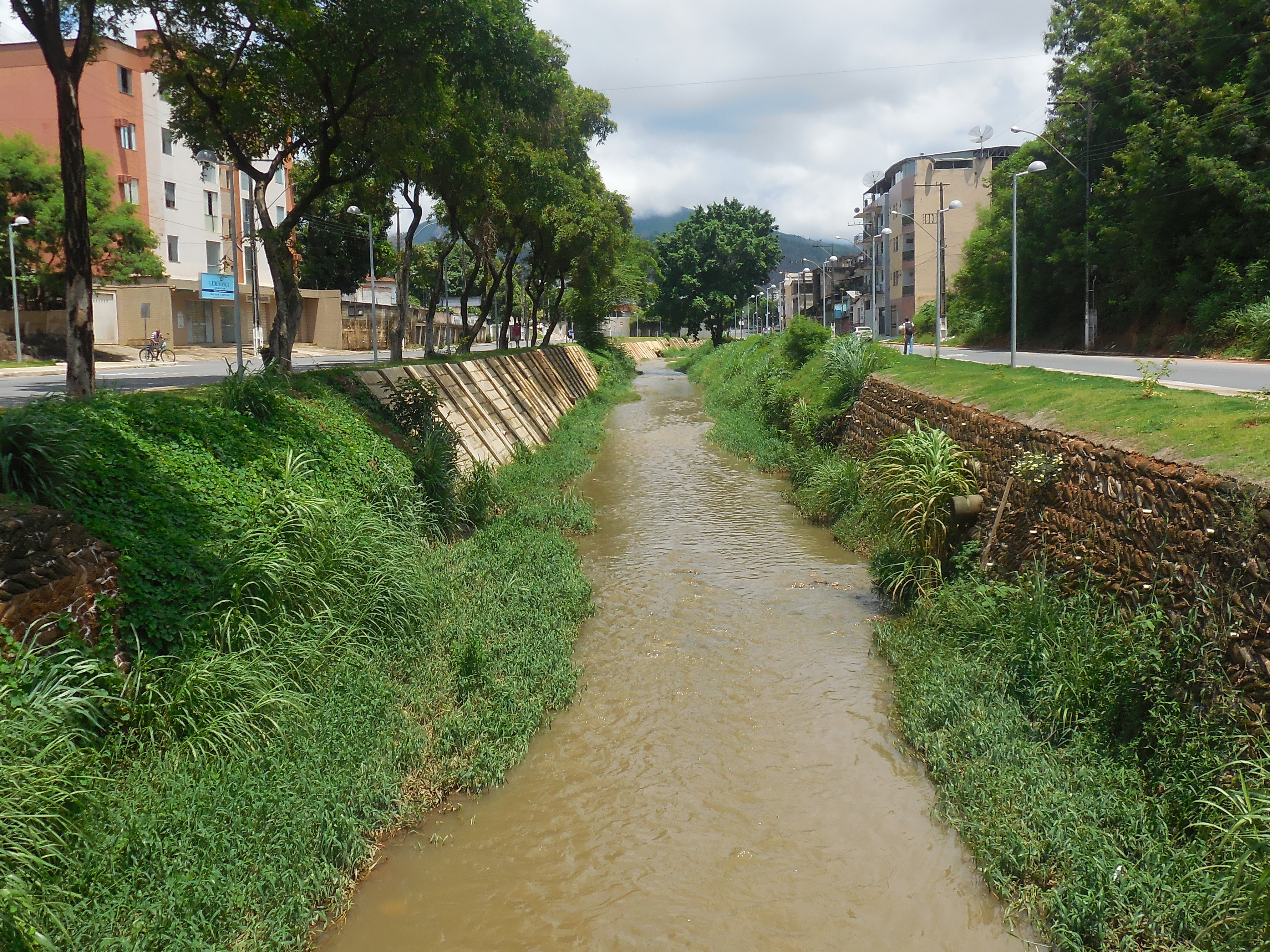
Ribeirão Caladão entre os bairros Professores e Bom Jesus
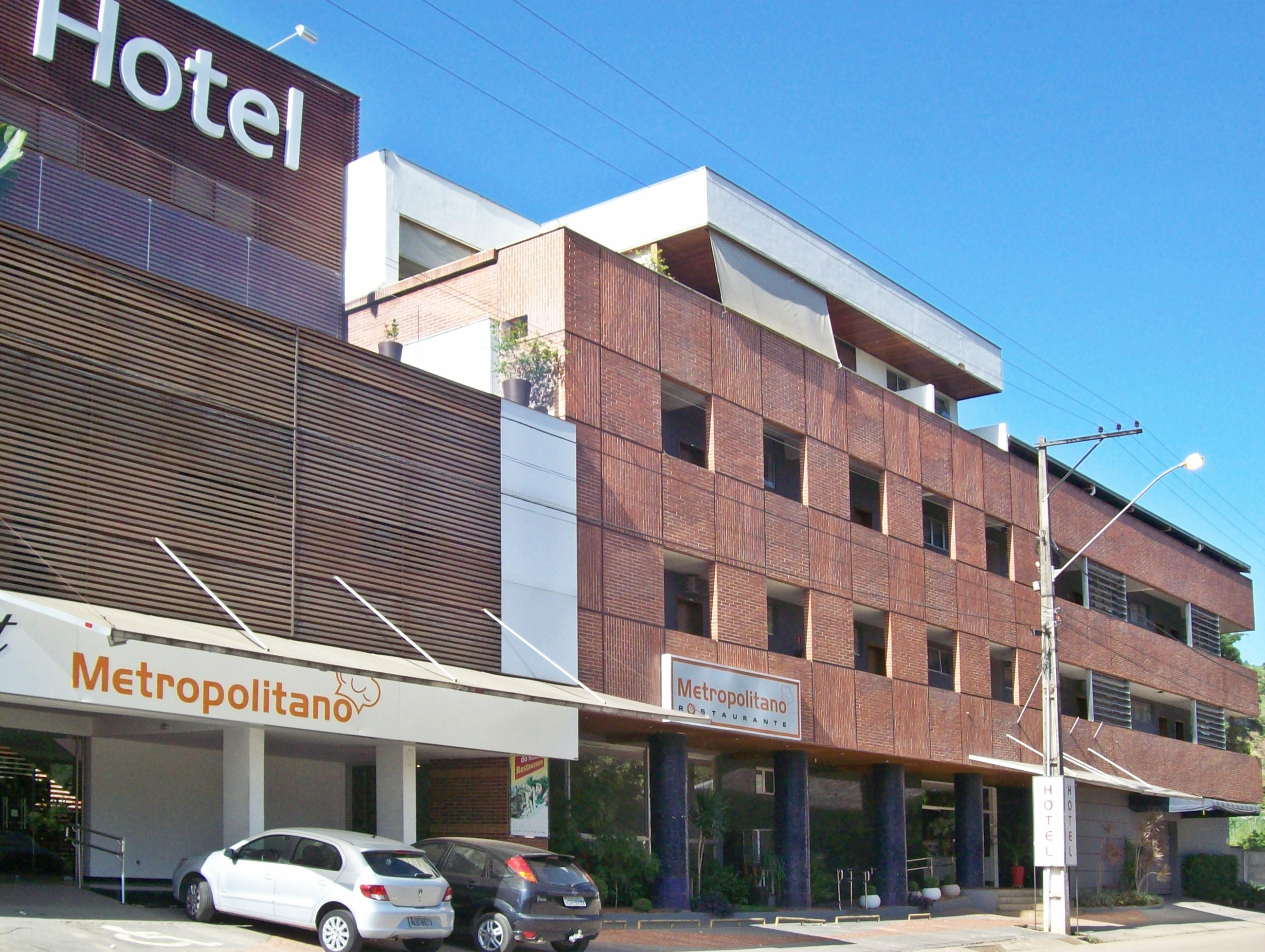
Hotel Metropolitano
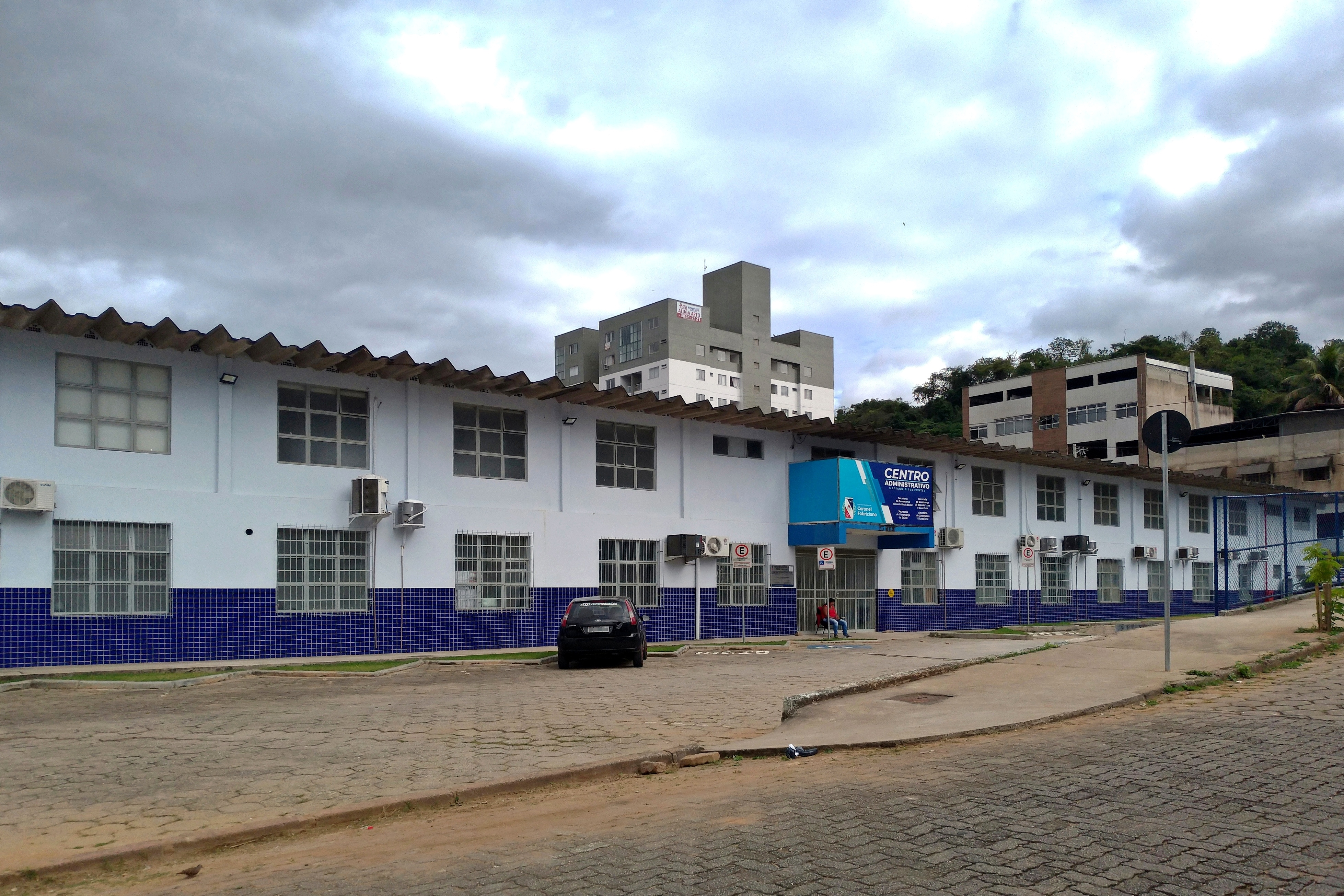
Centro Administrativo Mariano Pires Pontes, inaugurado em 2020.
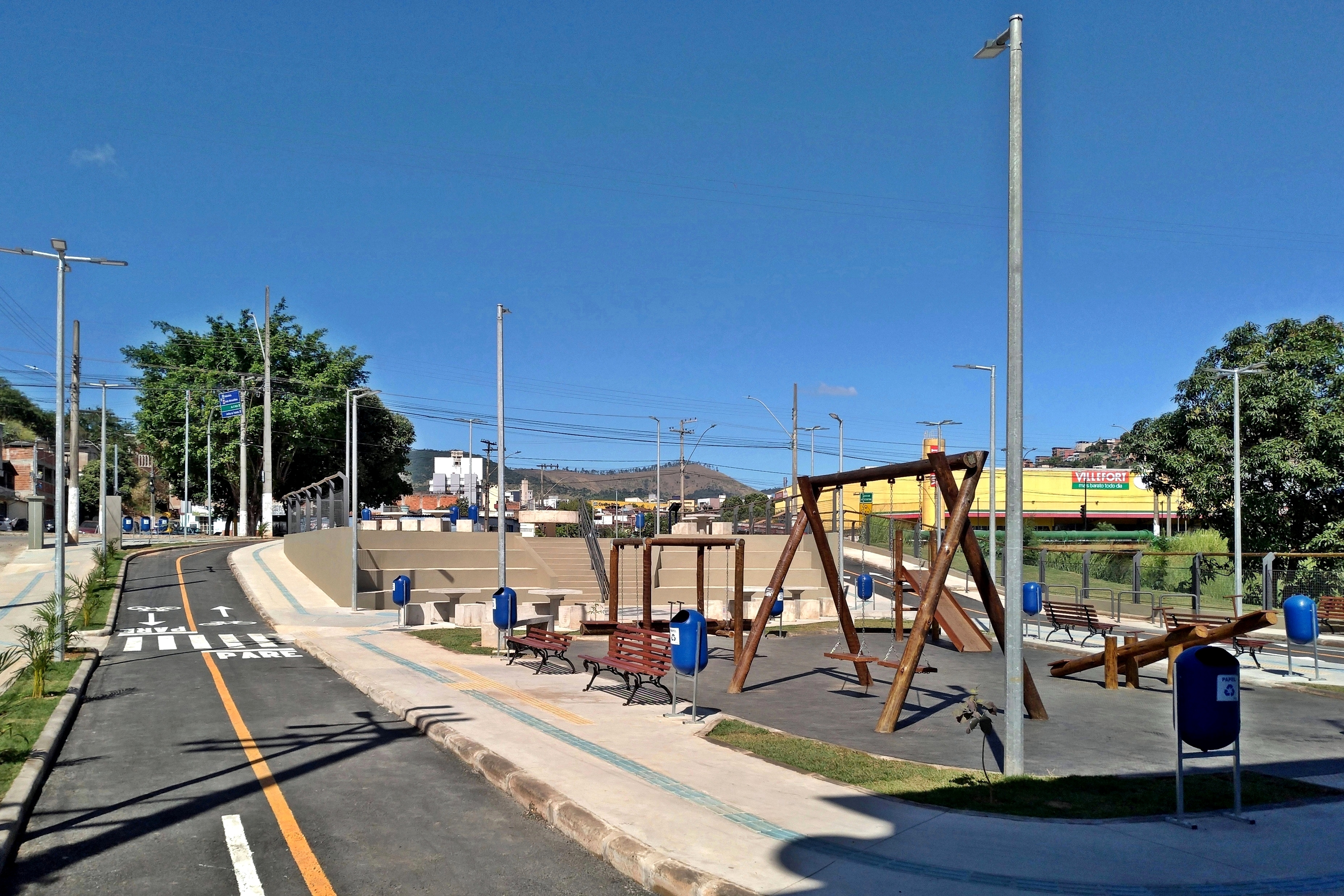
Praça das Mães, inaugurada em 2020.